# Autohtonost
Izraz autohton (od grč. autos – »sâm«, »isti« i chthon – »tlo«, »zemlja«), kojemu u hrvatskom jeziku najbolje odgovara značenje samonikao, ne upotrebljava se svagda u posve istom značenju. Odnosi se redovno na kulturu, bolje dio kulture ili na pojedinačna dobra nekoga naroda, zemlje, kraja.

## Šire značenje
Kao autohtono se označuje sve ono, što je tradicijsko u narodnoj (u nas seoskoj) kulturi i nije novodobno tvorničko, trgovačko, građansko, uneseno (na selo) kao nova moda – i što kao takvo manje više svatko odmah raspoznaje (kao što je neautohton npr. na selu štednjak, uređaji, kuće i pokućstvo po gradskom uzoru, obuća – cipele iz trgovine, kupovni svileni rupci, pregače i sl., bazarski ili sajamski nakit, neki novodobni modni plesovi pa pjesme – svjetovne ili u crkvi naučene, ornamentalne šare, prenošene iz modnih i drugih neseljačkih izvora, seoska čitaonica i društveni život na građansku itd.). No sa znanstvenoga stajališta nije ispravno davati oznaku autohtonosti svemu onom preostalom, što se pokazuje kao da ima u narodu neku manje ili više ukorijenjenu tradiciju iz prošlosti, jer i među takvim kulturnim dobrima ima mnoštvo toga, što nesamo da nije samoniklo u nekom narodu, nego je upravo odrugud preuzeto, često bez ikakve promjene, katkada i pod silu, iz druge koje kulture, naroda, vladajućeg sloja i slično, ali u daljoj prošlosti pa i velikoj davnini. Tako se npr. ne može reći, da bi u Bosni i Hercegovini bio autohton fes (u pripadnika ma koje vjere), kao što nisu autohtone ni u Hrvatskoj nošene čizme, makar koliko bilo i jedno i drugo ukorijenjeno i sraslo s ostalim tradicijama naroda; nisu takvi npr. ni barokni motivi nekih hrvatskih narodnih veziva. Kako su mnoga ovakva kulturna dobra u narodu sasvim ukorijenjena, povezana i s drugim tradicijama, često upravo iz velike davnine (npr. pripjev »kiroles!« u nekim našim starim obrednim, vjerojatno u strogom smislu autohtonim popijevkama – nastao preuzimanjem crkvenoga »kyrie eleison«), mogu se zgodnije i ispravnije svi takvi kulturni elementi nazivati tradicijskima, jer autohtoni u strogom značenju toga termina nisu, a opet imadu obilježje tradicionalnosti, »djedovske« baštine za razliku od onih prvih, novodobnih importa, kozmopolitskih i drugih – koju razliku ponajviše dobro razabire i sam seljak. 

## Uže značenje
Kao autohtono u užem značenju nego pod šire značenje opisano u prvom odlomku označuje se (ili bar misli i nesvijesno sluti) sve ono, što je u nekoj kulturi dokazano (ili samo naslućivano) da je velike starine – kod nas npr. baština prahrvatska odnosno praslavenska u seljačkoj kulturi (tako naša tkalačka vještina i gotovo sve sprave uz nju, velik dio porodnih, svadbenih i pogrebnih običaja, sprega, po svoj prilici i obiteljska zadruga, običaj koledanja, možda i šaranje jaja itd.). Uzevši u obzir strogo značenje toga izraza ovdje se oznaka autohtonosti može lakše opravdati, bar u toliko, što „ima mnogo manje slučajeva, gdje se može izravno dokazivati, da neko takvo prastaro kulturno dobro nije zapravo autohtono u strogom smislu (kako je npr. s običajem koledanja, koji jest stari slavenski, ali su ga pouzdano još u onoj davnini Slaveni primili s rimske odnosno bizantske strane). Sasvim strogo uzevši nije ipak ni tu posve ispravno upotrebljavati oznaku autohtonosti (osobito bez potanjega objašnjenja u gornjem smislu) – a samovoljno je povučena i granica, na koju se ovdje pomišlja i do koje se ide, tj. do razlaza praslavenske zajednice, premda je iza toga razlaza doista počelo primanje sve brojnijih tuđih kulturnih dobara, od susjeda južnih Slavena. Za mnoga će hrvatska kulturna dobra izići stručnjački sud u ovom pogledu neočekivan ili čak nerado prihvatljiv, kao npr. za običaj paljenja badnjaka (panja), ili za gusle za pratnju epskih pjesama – za koje se oboje može dokazati, da nisu u ovom smislu autohtona slavenska (praslavenska), jer su ih južni Slaveni primili tek nakon dolaska na jug. A ipak će lajik sigurno računati s njihovom autohtonošću, kad se čini, da su drevne starine. Tako se u nestručnjaka rado označuje kao autohtono uopće sve ono, što je u nekoj kulturi na oko vrlo staro, davno, bez obzira, da li se i koliko to može dokazati i o kojoj se starini radi. 

## Najuže značenje
Najuže, ali najispravnije uzeto značenje izraza autohton obuhvaća samo one i onakve kulturne tvorbe, koje je neki narod (ili samo dio naroda) sam posve samostalno stvorio te je to njegova samonikla kreacija, autohtona u strogom smislu, ni otkuda drugud (drugoga naroda, kulture, zemlje, iz grada, kozmopolitske civilizacije itd.) samo preuzeto dobro. Dakako prvotvor, novotvorina je i tu svagda djelo samo jednoga pojedinca, koju njegova okolina (»kolektiv«) prihvaća (ili katkada i ne prihvaća – dakako) i dalje mijenja, formira, dotjeruje, ili kvari; i jezgra te novotvorine i dalje njeno formiranje može biti u pravom smislu autohtono. Veoma često su takve posve autohtone novotvorine upravo one sitne samostalne, dakle samonikle promjene, varijante, koje narod izvodi, zapravo neobično često, sad na ovom, sad na onom svom tradicijskom kulturnom dobru – npr. izmjene, koje izvodi u ornamentici bilo u obliku motiva, kompoziciji oblika, u bojama, ili u pojedinostima svojih običaja, u tekstovima ili melodijama popjevaka, u oblicima ili kombinacijama svoje odjeće. A takvih u strogom smislu autohtonih tvorba narodnih ima golemo mnoštvo, samo se one ne ukazuju toliko u krupnome, u biti i cjelini pojedinih kulturnih dobara, nego većma u sitnome, pojedinostima i sastavinama tih dobara. Atribut stroge autohtonosti pripada dakako i onim narodnim tvorbama, koje su u cjelini potpune novotvorine – i često ne mogu ni biti drukčije, npr. pjesme, koje opijevaju koji konkretan događaj u narodu, koji je našao svoga narodnog autohtonog pjesmotvorca; ili uzrečice, koje se odnose na nešto lokalno; određene tradicije u socijalnim odnosima, koje izviru samo iz određenih lokalnih prilika i mnogo sličnih slučajeva. Tu je svuda oznaka autohtonosti potpuno ispravna i opravdana i sa strogo znanstvenoga stajališta – ne smećući s uma, da sastavine, građa, od koje se takve tvorbe tvore, mogu biti starija tradicijom već ustaljena dobra (npr. pjesnička frazeologija, sastav i oblik stiha, elementarne česti ornamenta itd.).
Umjesto oznake »autohtono« za slučaj najšireg značenja ispravnije je i zgodnije upotrebljavati izraz »tradicijsko«. Da se to tradicijsko (tradicijska kultura) što bolje održi, da ne propada, ustupa pred najezdom kozmopolitskoga, građanskoga, industrijsko-trgovačkog i sličnoga netradicijskog (i dakako neautohtonoga), razvili su se u različnih naroda, osobito u Europi, tradicionistički pokreti i nastojanja. 